# Pectocythere kiklukhensis
Pectocythere kiklukhensis är en kräftdjursart som beskrevs av Brouwers 1990. Pectocythere kiklukhensis ingår i släktet Pectocythere och familjen Pectocytheridae. Inga underarter finns listade i Catalogue of Life.